# 마이클 모스
마이클 존 모스(1982년 3월 22일 ~ )는 메이저 리그 베이스볼 선수였다.